# Loppa (île)
Loppa  (en Nordsamisk Láhppi) est une  île du comté de Finnmark, sur la côte de la mer de Norvège et la mer de Barents. L'île fait partie la commune de Loppa.

## Description

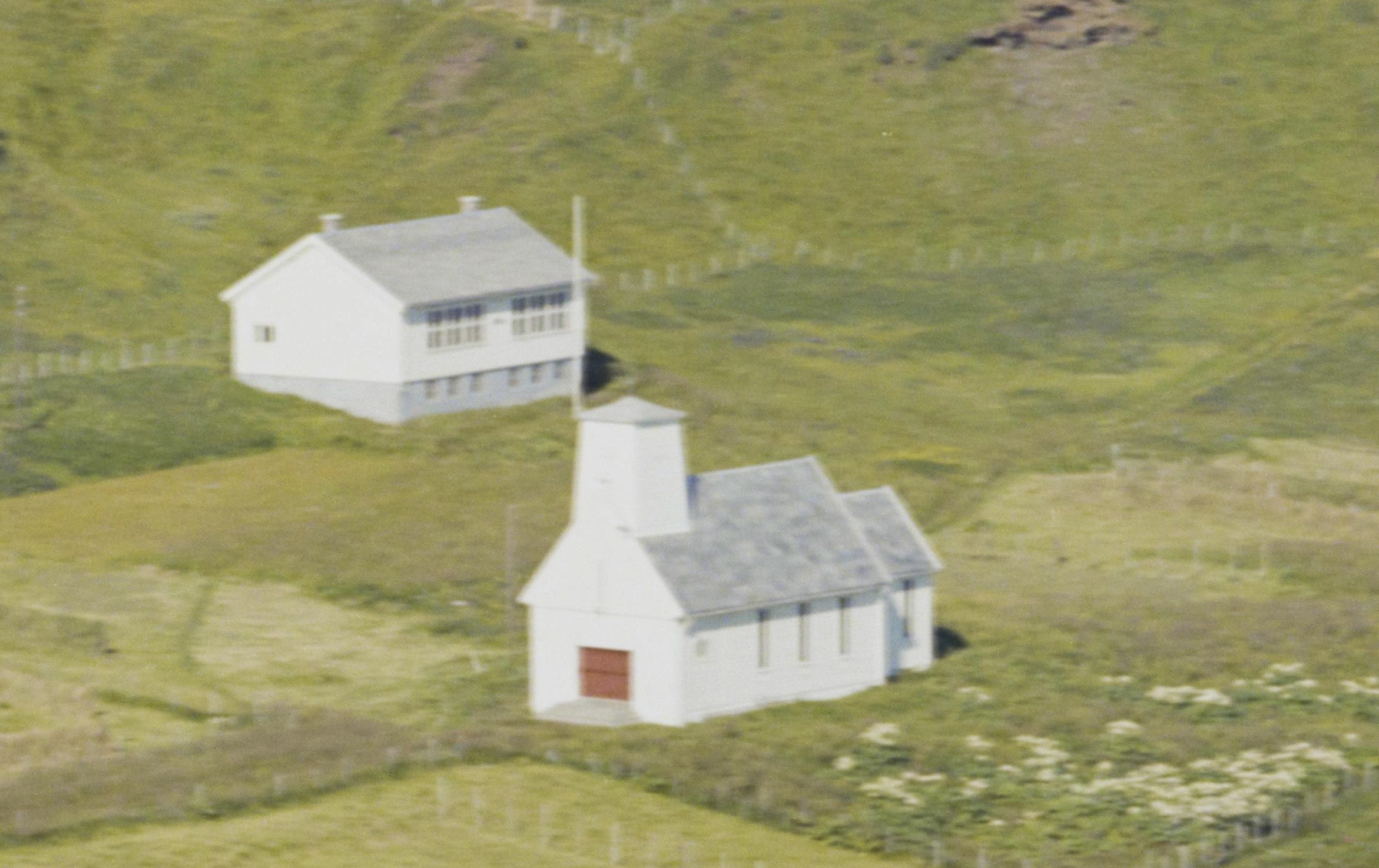
Eglise de Loppa

L'île de 12 km2 se trouve dans la mer de Lopphavet, dans la partie ouest de la municipalité, à l'ouest de l'île de Silda dans le comté de Troms. La petite île a une zone villageoise (appelée Loppa) sur la côte sud-est. Ce village était autrefois le centre administratif de Loppa et un important village de pêcheurs pour la municipalité, mais toute l'administration du village a été déplacée à Øksfjord sur le continent. Aujourd'hui, l'église (Loppa Church (en)) est toujours située dans ce village, mais il ne reste que quelques habitants sur l'île.
Loppa dispose d'une liaison par bateau rapide.

## Réserve ornithologique
La réserve ornithologique de Loppa a été créée en janvier 1983. La réserve couvre une superficie de 6,33 km2 au nord-ouest de l'île et 2,4 km2 de cette superficie est terrestre. Celle-ci couvre la zone des falaises occidentales et les pentes abruptes. Cette zone importante pour la conservation des oiseauxde la Birdlife International. La falaise abrite en abondance une colonie de pingouins (Alcidae), de macareux moine et de petit pingouin. L'intérieur de l'île est constitué d'un plateau montagneux.